# Aéroport international de Louisville
L'aéroport international de Louisville (Louisville International Airport) est un aéroport civil situé au sud de la ville de Louisville dans le Kentucky aux États-Unis. L'aéroport couvre une superficie de 4,9 km² et possède 3 pistes. Son code AITA est SDF en référence à son premier nom Standiford Field.
Le Kentucky Air National Guard 123d Airlift Wing a son quartier général dans cet aéroport et il utilise des avions de transport de type C-130.
Le 16 janvier 2019, le Louisville Regional Airport Authority Board approuve le renommage de l'aéroport en Aéroport international Mohamed-Ali de Louisville (Louisville Muhammad Ali International Airport), d'après le boxeur Mohamed Ali,
natif de Louisville. Le renommage officiel pourrait avoir lieu dans quelques mois, une fois qu'il aura été officiellement approuvé par la Federal Aviation Administration. Le code IATA de l'aéroport restera SDF.

## Histoire
Le Standiford Field est construit par le corps du génie de l'armée des États-Unis en 1941 au sud de Louisville. L'aéroport reste sous contrôle de l'armée jusque 1947. L'aéroport est le hub principal de la société United Parcel Service (UPS). Chaque année, l'aéroport fait transiter 3,5 millions de passagers et 1,4 million de tonnes de marchandises.
Deux pistes sont parallèles dans le sens nord-sud et permettent une utilisation simultanée. La troisième piste de sens est-ouest est plus courte et seulement utilisée quand les conditions météorologiques le nécessitent.